# Vedad Ibišević
Vedad Ibišević (Vlasenica, 6 agosto 1984) è un ex calciatore bosniaco, di ruolo attaccante, vice allenatore dei N.Y. Red Bulls.
È il secondo miglior marcatore nella storia della nazionale bosniaca (28 gol) alle spalle di Edin Džeko.

## Biografia
Anche suo cugino Elvir è un calciatore.

## Caratteristiche
Era un centravanti molto forte fisicamente e con un buon fiuto del gol; si dimostrava abile nel calciare verso la porta con entrambi i piedi.

## Carriera

### Club

#### Gli esordi
Nel 2000 si è trasferito negli Stati Uniti, a St. Louis, dove ha completato gli studi e ha ripreso a giocare a calcio. È stato inserito dal magazine Soccer America tra i venticinque prospetti più interessanti provenienti dai licei. Ha scelto l'università di St. Louis e ha quindi giocato nei St. Louis Strikers, con cui nel 2003 ha realizzato diciotto reti in ventidue presenze. Nel 2004 gioca tre presenze segnando tre reti con i Chicago Fire, venendo così notato dal suo connazionale Vahid Halilhodžić, allora tecnico del Paris Saint-Germain portandolo nel club parigino.

#### Paris Saint-Germain
Non ha avuto, però, molta fortuna nel campionato 2004-2005: per il PSG è stata un'annata nera e Halilhodžić è stato esonerato. Ha collezionato soltanto quattro presenze, entrando a partita in corso, senza lasciare il segno.

#### Digione
Al termine del campionato, quindi, viene acquistato dal Digione, club di Ligue 2. Qui, ha realizzato dieci reti in trentatré partite, ritrovando così la vena del gol.

#### Alemannia
Dopo questa positiva stagione, è arrivata la chiamata dalla Germania, precisamente dall'Alemannia Aquisgrana, appena promosso in Bundesliga. L'avventura del club, però, non è stata molto fortunata: l'Alemannia Aquisgrana si è classificato diciassettesimo in classifica nel campionato 2006-2007, che ha segnato quindi la retrocessione della squadra.

#### Hoffenheim
Ha siglato sei reti in ventiquattro partite, attirando su di sé l'interesse dell'Hoffenheim, militante in 2. Fußball-Bundesliga, che lo ha acquistato. Ha fatto così parte della formazione titolare dell'Hoffenheim che ha conquistato, per la prima volta nella sua storia, la promozione in Bundesliga, grazie anche ai potenti mezzi economici del club tedesco. Nel corso dell'annata, terminata con la promozione in massima divisione, ha realizzato soltanto cinque reti in trentuno presenze. La sua affermazione è arrivata proprio in Bundesliga, quando ha siglato diciassette reti nelle prime quindici giornate, portando così il neopromosso Hoffenheim in vetta alla classifica. 
Il 14 gennaio 2009, in occasione di un'amichevole in Spagna contro l'Amburgo, ha subito un infortunio al legamento crociato del ginocchio destro. Operato tre giorni dopo, dovrà rimanere fuori dal campo fino al termine della stagione. Ha quindi terminato la stagione con 18 gol in 17 partite.
Ripresosi dall'infortunio, è riapparso nella stagione 2009-2010, durante la quale ha dimostrato di essere stato recuperato in pieno, segnando 12 gol in 34 presenze e fornendo 11 assist.

#### Stoccarda
Il 25 gennaio 2012 viene ceduto allo Stoccarda, il 13 dicembre 2012 realizza la sua prima tripletta contro lo Schalke 04, mentre il 1º settembre 2013 sigla un'altra tripletta contro la sua ex squadra l'Hoffenheim, il 9 febbraio 2014 viene espulso colpevole di aver rifilato un colpo a gioco fermo a un avversario durante la partita contro l'Augsburg, prendendosi così ben 5 turni di squalifica. Il 6 agosto 2014 il club tedesco annuncia di avergli rinnovato il contratto fino al giugno 2017.

#### Hertha Berlino
Il 30 agosto 2015 passa in prestito con obbligo di riscatto all'Hertha Berlino, dove il 22 settembre seguente realizza una doppietta in campionato, al Colonia. Nell'agosto 2016 viene nominato dall'allenatore Pál Dárdai capitano della squadra. Dopo un buon avvio di stagione, il 27 novembre successivo, realizza una doppietta decisiva in campionato nella vittoria interna contro il Mainz 05, tagliando così anche il traguardo prestigioso dei 100º goal in Bundesliga. Il giorno seguente gli viene rinnovato ulteriormente il contratto sino al giugno 2019.

#### Schalke 04
Nel 2020 viene acquistato a parametro zero dallo Schalke 04 firmando un contratto annuale. Annuncia che devolverà il proprio stipendio in beneficenza e che guadagnerà solo attraverso alcuni bonus.

### Nazionale

#### Maggiore
Nel marzo 2007, viene convocato la prima volta nella nazionale maggiore, con cui ha esordito il 24 marzo successivo, nella partita tra Bosnia ed Erzegovina e Norvegia. Ha trovato col tempo durante la sua carriera con continuità un posto da titolare, grazie alle ottime e sorprendenti prestazioni con la maglia dell'Hoffenheim. Il 15 ottobre 2013 segna contro la Lituania lo storico goal qualificazione che permette alla Bosnia di andare al mondiale di Brasile 2014 per la prima volta nella sua storia.

Nell'esordio ai mondiali, nella gara poi persa contro l'Argentina, sigla il primo gol della Bosnia ed Erzegovina nella massima competizione calcistica mondiale, fissando il risultato sull'1-2. 
Nel novembre 2017 si ritira momentaneamente dalla nazionale, dopo oltredieci anni di militanza. Il 28 maggio 2018 gioca la sua ultima gara in nazionale, disputando una ventina di minuti nella sfida amichevole contro il Montenegro, assieme ai suoi compagni Emir Spahić e Zvjezdan Misimović.

### Ritiro

#### Hertha Berlino e New York Red Bulls
Il 4 agosto 2021 ritorna al club tedesco nelle vesti di preparatore degli attaccanti.
Il 2 febbraio 2024 viene nominato assistente allenatore di Sandro Schwarz, coach del N.Y. Red Bulls.

## Statistiche

### Presenze e reti nei club
| Stagione              | Squadra               | Campionato            | Campionato | Campionato | Coppe nazionali | Coppe nazionali | Coppe nazionali | Coppe continentali | Coppe continentali | Coppe continentali | Altre coppe | Altre coppe | Altre coppe | Totale | Totale |
| Stagione              | Squadra               | Comp                  | Pres       | Reti       | Comp            | Pres            | Reti            | Comp               | Pres               | Reti               | Comp        | Pres        | Reti        | Pres   | Reti   |
| --------------------- | --------------------- | --------------------- | ---------- | ---------- | --------------- | --------------- | --------------- | ------------------ | ------------------ | ------------------ | ----------- | ----------- | ----------- | ------ | ------ |
| 2003-gen. 2004        | St. Louis Strikers    | USL                   | 22         | 18         | -               | -               | -               |                    | -                  | -                  |             | -           | -           | 22     | 18     |
| gen.-giu. 2004        | Chicago Fire          | USL                   | 3          | 3          | -               | -               | -               |                    | -                  | -                  |             | -           | -           | 3      | 3      |
| 2004-2005             | Paris Saint-Germain   | L1                    | 4          | 0          | CF+CdL          | 0+0             | 0               | UCL                | 0                  | 0                  | SF          | 0           | 0           | 4      | 0      |
| 2005-2006             | Digione               | L2                    | 33         | 10         | CF+CdL          | 0+0             | 0               | -                  | -                  | -                  | -           | -           | -           | 33     | 10     |
| 2006-2007             | Alemannia Aquisgrana  | BL                    | 24         | 6          | CG              | 3               | 0               | -                  | -                  | -                  | -           | -           | -           | 27     | 6      |
| 2007-2008             | Hoffenheim            | 2.BL                  | 31         | 5          | CG              | 3               | 1               | -                  | -                  | -                  | -           | -           | -           | 34     | 6      |
| 2008-2009             | Hoffenheim            | BL                    | 17         | 18         | CG              | 2               | 1               | -                  | -                  | -                  | -           | -           | -           | 19     | 19     |
| 2009-2010             | Hoffenheim            | BL                    | 34         | 12         | CG              | 4               | 1               | -                  | -                  | -                  | -           | -           | -           | 38     | 13     |
| 2010-2011             | Hoffenheim            | BL                    | 31         | 8          | CG              | 2               | 2               | -                  | -                  | -                  | -           | -           | -           | 33     | 10     |
| 2011-gen. 2012        | Hoffenheim            | BL                    | 10         | 5          | CG              | 1               | 1               | -                  | -                  | -                  | -           | -           | -           | 11     | 6      |
| Totale Hoffenheim     | Totale Hoffenheim     | Totale Hoffenheim     | 123        | 48         |                 | 12              | 6               |                    | -                  | -                  |             | -           | -           | 135    | 54     |
| gen.-giu. 2012        | Stoccarda             | BL                    | 15         | 8          | CG              | 1               | 0               | -                  | -                  | -                  | -           | -           | -           | 16     | 8      |
| 2012-2013             | Stoccarda             | BL                    | 30         | 15         | CG              | 6               | 4               | UEL                | 11                 | 5                  | -           | -           | -           | 47     | 24     |
| 2013-2014             | Stoccarda             | BL                    | 27         | 10         | CG              | 2               | 3               | UEL                | 4                  | 2                  | -           | -           | -           | 33     | 15     |
| 2014-2015             | Stoccarda             | BL                    | 14         | 0          | CG              | 1               | 0               | -                  | -                  | -                  | -           | -           | -           | 15     | 0      |
| Totale Stoccarda      | Totale Stoccarda      | Totale Stoccarda      | 86         | 33         |                 | 10              | 7               |                    | 15                 | 7                  |             | -           | -           | 111    | 47     |
| 2015-2016             | Hertha Berlino        | BL                    | 26         | 10         | CG              | 4               | 2               | -                  | -                  | -                  | -           | -           | -           | 30     | 12     |
| 2016-2017             | Hertha Berlino        | BL                    | 32         | 12         | CG              | 3               | 0               | UEL                | 2                  | 2                  | -           | -           | -           | 37     | 14     |
| 2017-2018             | Hertha Berlino        | BL                    | 27         | 6          | CG              | 2               | 1               | UEL                | 4                  | 0                  | -           | -           | -           | 33     | 7      |
| 2018-2019             | Hertha Berlino        | BL                    | 28         | 10         | CG              | 3               | 2               | -                  | -                  | -                  | -           | -           | -           | 31     | 12     |
| 2019-gen. 2020        | Hertha Berlino        | BL                    | 25         | 7          | CG              | 2               | 2               | -                  | -                  | -                  | -           | -           | -           | 27     | 9      |
| Totale Hertha Berlino | Totale Hertha Berlino | Totale Hertha Berlino | 138        | 45         |                 | 14              | 7               |                    | 6                  | 2                  |             | -           | -           | 158    | 54     |
| gen.-giu. 2020        | Schalke 04            | BL                    | 4          | 0          | CG              | 1               | 1               | -                  | -                  | -                  | -           | -           | -           | 5      | 1      |
| Totale carriera       | Totale carriera       | Totale carriera       | 437        | 163        |                 | 40              | 21              |                    | 21                 | 9                  |             | 0           | 0           | 498    | 193    |

### Presenze e reti in nazionale
| Cronologia completa delle presenze e delle reti in nazionale ― Bosnia ed Erzegovina | Cronologia completa delle presenze e delle reti in nazionale ― Bosnia ed Erzegovina | Cronologia completa delle presenze e delle reti in nazionale ― Bosnia ed Erzegovina | Cronologia completa delle presenze e delle reti in nazionale ― Bosnia ed Erzegovina | Cronologia completa delle presenze e delle reti in nazionale ― Bosnia ed Erzegovina | Cronologia completa delle presenze e delle reti in nazionale ― Bosnia ed Erzegovina | Cronologia completa delle presenze e delle reti in nazionale ― Bosnia ed Erzegovina | Cronologia completa delle presenze e delle reti in nazionale ― Bosnia ed Erzegovina |
| Data                                                                                | Città                                                                               | In casa                                                                             | Risultato                                                                           | Ospiti                                                                              | Competizione                                                                        | Reti                                                                                | Note                                                                                |
| ----------------------------------------------------------------------------------- | ----------------------------------------------------------------------------------- | ----------------------------------------------------------------------------------- | ----------------------------------------------------------------------------------- | ----------------------------------------------------------------------------------- | ----------------------------------------------------------------------------------- | ----------------------------------------------------------------------------------- | ----------------------------------------------------------------------------------- |
| 24-3-2007                                                                           | Oslo                                                                                | Norvegia                                                                            | 1 – 2                                                                               | Bosnia ed Erzegovina                                                                | Qual. Euro 2008                                                                     | -                                                                                   |                                                                                     |
| 22-8-2007                                                                           | Sarajevo                                                                            | Bosnia ed Erzegovina                                                                | 3 – 5                                                                               | Croazia                                                                             | Amichevole                                                                          | -                                                                                   | 85’                                                                                 |
| 8-9-2007                                                                            | Budapest                                                                            | Ungheria                                                                            | 1 – 0                                                                               | Bosnia ed Erzegovina                                                                | Qual. Euro 2008                                                                     | -                                                                                   | 67’                                                                                 |
| 12-9-2007                                                                           | Sarajevo                                                                            | Bosnia ed Erzegovina                                                                | 0 – 1                                                                               | Moldavia                                                                            | Qual. Euro 2008                                                                     | -                                                                                   | 46’                                                                                 |
| 13-10-2007                                                                          | Atene                                                                               | Grecia                                                                              | 3 – 2                                                                               | Bosnia ed Erzegovina                                                                | Qual. Euro 2008                                                                     | 1                                                                                   | 46’                                                                                 |
| 17-10-2007                                                                          | Sarajevo                                                                            | Bosnia ed Erzegovina                                                                | 0 – 2                                                                               | Norvegia                                                                            | Qual. Euro 2008                                                                     | -                                                                                   | 46’                                                                                 |
| 21-11-2007                                                                          | Istanbul                                                                            | Turchia                                                                             | 1 – 0                                                                               | Bosnia ed Erzegovina                                                                | Qual. Euro 2008                                                                     | -                                                                                   | 75’                                                                                 |
| 20-8-2008                                                                           | Zenica                                                                              | Bosnia ed Erzegovina                                                                | 1 – 2                                                                               | Bulgaria                                                                            | Amichevole                                                                          | -                                                                                   | 46’                                                                                 |
| 6-9-2008                                                                            | Elche                                                                               | Spagna                                                                              | 1 – 0                                                                               | Bosnia ed Erzegovina                                                                | Qual. Mondiali 2010                                                                 | -                                                                                   | 65’                                                                                 |
| 10-9-2008                                                                           | Zenica                                                                              | Bosnia ed Erzegovina                                                                | 7 – 0                                                                               | Estonia                                                                             | Qual. Mondiali 2010                                                                 | -                                                                                   | 71’                                                                                 |
| 11-10-2008                                                                          | Istanbul                                                                            | Turchia                                                                             | 2 – 1                                                                               | Bosnia ed Erzegovina                                                                | Qual. Mondiali 2010                                                                 | -                                                                                   | 63’                                                                                 |
| 15-10-2008                                                                          | Zenica                                                                              | Bosnia ed Erzegovina                                                                | 4 – 1                                                                               | Armenia                                                                             | Qual. Mondiali 2010                                                                 | -                                                                                   | 46’                                                                                 |
| 19-11-2008                                                                          | Maribor                                                                             | Slovenia                                                                            | 3 – 4                                                                               | Bosnia ed Erzegovina                                                                | Amichevole                                                                          | 2                                                                                   |                                                                                     |
| 12-8-2009                                                                           | Sarajevo                                                                            | Bosnia ed Erzegovina                                                                | 2 – 3                                                                               | Iran                                                                                | Amichevole                                                                          | -                                                                                   |                                                                                     |
| 5-9-2009                                                                            | Erevan                                                                              | Armenia                                                                             | 0 – 2                                                                               | Bosnia ed Erzegovina                                                                | Qual. Mondiali 2010                                                                 | -                                                                                   | 69’                                                                                 |
| 9-9-2009                                                                            | Zenica                                                                              | Bosnia ed Erzegovina                                                                | 1 – 1                                                                               | Turchia                                                                             | Qual. Mondiali 2010                                                                 | -                                                                                   | 68’                                                                                 |
| 10-10-2009                                                                          | Tallinn                                                                             | Estonia                                                                             | 0 – 2                                                                               | Bosnia ed Erzegovina                                                                | Qual. Mondiali 2010                                                                 | 1                                                                                   |                                                                                     |
| 14-10-2009                                                                          | Zenica                                                                              | Bosnia ed Erzegovina                                                                | 2 – 5                                                                               | Spagna                                                                              | Qual. Mondiali 2010                                                                 | -                                                                                   |                                                                                     |
| 14-11-2009                                                                          | Lisbona                                                                             | Portogallo                                                                          | 1 – 0                                                                               | Bosnia ed Erzegovina                                                                | Qual. Mondiali 2010                                                                 | -                                                                                   | 15’                                                                                 |
| 18-11-2009                                                                          | Zenica                                                                              | Bosnia ed Erzegovina                                                                | 0 – 1                                                                               | Portogallo                                                                          | Qual. Mondiali 2010                                                                 | -                                                                                   |                                                                                     |
| 3-3-2010                                                                            | Sarajevo                                                                            | Bosnia ed Erzegovina                                                                | 2 – 1                                                                               | Ghana                                                                               | Amichevole                                                                          | 1                                                                                   | 79’                                                                                 |
| 29-5-2010                                                                           | Solna                                                                               | Svezia                                                                              | 4 – 2                                                                               | Bosnia ed Erzegovina                                                                | Amichevole                                                                          | -                                                                                   | 64’                                                                                 |
| 3-6-2010                                                                            | Francoforte                                                                         | Germania                                                                            | 3 – 1                                                                               | Bosnia ed Erzegovina                                                                | Amichevole                                                                          | -                                                                                   | 75’                                                                                 |
| 10-8-2010                                                                           | Sarajevo                                                                            | Bosnia ed Erzegovina                                                                | 1 – 1                                                                               | Qatar                                                                               | Amichevole                                                                          | 1                                                                                   | 71’                                                                                 |
| 3-9-2010                                                                            | Lussemburgo                                                                         | Lussemburgo                                                                         | 0 – 3                                                                               | Bosnia ed Erzegovina                                                                | Qual. Euro 2012                                                                     | -                                                                                   |                                                                                     |
| 7-9-2010                                                                            | Zenica                                                                              | Bosnia ed Erzegovina                                                                | 0 – 2                                                                               | Francia                                                                             | Qual. Euro 2012                                                                     | -                                                                                   | 75’                                                                                 |
| 8-10-2010                                                                           | Tirana                                                                              | Albania                                                                             | 1 – 1                                                                               | Bosnia ed Erzegovina                                                                | Qual. Euro 2012                                                                     | 1                                                                                   |                                                                                     |
| 17-11-2010                                                                          | Bratislava                                                                          | Slovacchia                                                                          | 2 – 3                                                                               | Bosnia ed Erzegovina                                                                | Amichevole                                                                          | -                                                                                   | 83’                                                                                 |
| 9-2-2011                                                                            | Atlanta                                                                             | Messico                                                                             | 2 – 0                                                                               | Bosnia ed Erzegovina                                                                | Amichevole                                                                          | -                                                                                   | 31’                                                                                 |
| 26-3-2011                                                                           | Zenica                                                                              | Bosnia ed Erzegovina                                                                | 2 – 1                                                                               | Romania                                                                             | Qual. Euro 2012                                                                     | 1                                                                                   | 54’ 76’                                                                             |
| 3-6-2011                                                                            | Bucarest                                                                            | Romania                                                                             | 3 – 0                                                                               | Bosnia ed Erzegovina                                                                | Qual. Euro 2012                                                                     | -                                                                                   | 46’ 85’                                                                             |
| 7-6-2011                                                                            | Zenica                                                                              | Bosnia ed Erzegovina                                                                | 2 – 0                                                                               | Albania                                                                             | Qual. Euro 2012                                                                     | -                                                                                   | 61’                                                                                 |
| 7-10-2011                                                                           | Zenica                                                                              | Bosnia ed Erzegovina                                                                | 5 – 0                                                                               | Lussemburgo                                                                         | Qual. Euro 2012                                                                     | -                                                                                   |                                                                                     |
| 11-11-2011                                                                          | Zenica                                                                              | Bosnia ed Erzegovina                                                                | 0 – 0                                                                               | Portogallo                                                                          | Qual. Euro 2012                                                                     | -                                                                                   | 68’                                                                                 |
| 28-2-2012                                                                           | San Gallo                                                                           | Bosnia ed Erzegovina                                                                | 1 – 2                                                                               | Brasile                                                                             | Amichevole                                                                          | 1                                                                                   | 78’                                                                                 |
| 26-5-2012                                                                           | Dublino                                                                             | Irlanda                                                                             | 1 – 0                                                                               | Bosnia ed Erzegovina                                                                | Amichevole                                                                          | -                                                                                   | 70’                                                                                 |
| 31-5-2012                                                                           | Chicago                                                                             | Messico                                                                             | 2 – 1                                                                               | Bosnia ed Erzegovina                                                                | Amichevole                                                                          | -                                                                                   | 69’                                                                                 |
| 15-8-2012                                                                           | Llanelli                                                                            | Galles                                                                              | 0 – 2                                                                               | Bosnia ed Erzegovina                                                                | Amichevole                                                                          | 1                                                                                   | 74’                                                                                 |
| 7-9-2012                                                                            | Vaduz                                                                               | Liechtenstein                                                                       | 1 – 8                                                                               | Bosnia ed Erzegovina                                                                | Qual. Mondiali 2014                                                                 | 3                                                                                   |                                                                                     |
| 11-9-2012                                                                           | Zenica                                                                              | Bosnia ed Erzegovina                                                                | 4 – 1                                                                               | Lettonia                                                                            | Qual. Mondiali 2014                                                                 | -                                                                                   | 87’                                                                                 |
| 12-10-2012                                                                          | Atene                                                                               | Grecia                                                                              | 0 – 0                                                                               | Bosnia ed Erzegovina                                                                | Qual. Mondiali 2014                                                                 | -                                                                                   |                                                                                     |
| 16-10-2012                                                                          | Zenica                                                                              | Bosnia ed Erzegovina                                                                | 3 – 0                                                                               | Lituania                                                                            | Qual. Mondiali 2014                                                                 | 1                                                                                   |                                                                                     |
| 14-11-2012                                                                          | Algeri                                                                              | Algeria                                                                             | 0 – 1                                                                               | Bosnia ed Erzegovina                                                                | Amichevole                                                                          | -                                                                                   | 42’ 63’                                                                             |
| 6-2-2013                                                                            | Lubiana                                                                             | Slovenia                                                                            | 0 – 3                                                                               | Bosnia ed Erzegovina                                                                | Amichevole                                                                          | 1                                                                                   | 70’                                                                                 |
| 22-3-2013                                                                           | Zenica                                                                              | Bosnia ed Erzegovina                                                                | 3 – 1                                                                               | Grecia                                                                              | Qual. Mondiali 2014                                                                 | 1                                                                                   | 84’                                                                                 |
| 7-6-2013                                                                            | Riga                                                                                | Lettonia                                                                            | 0 – 5                                                                               | Bosnia ed Erzegovina                                                                | Qual. Mondiali 2014                                                                 | 1                                                                                   |                                                                                     |
| 14-8-2013                                                                           | Sarajevo                                                                            | Bosnia ed Erzegovina                                                                | 3 – 4                                                                               | Stati Uniti                                                                         | Amichevole                                                                          | 1                                                                                   | 46’                                                                                 |
| 6-9-2013                                                                            | Zenica                                                                              | Bosnia ed Erzegovina                                                                | 0 – 1                                                                               | Slovacchia                                                                          | Qual. Mondiali 2014                                                                 | -                                                                                   |                                                                                     |
| 10-9-2013                                                                           | Žilina                                                                              | Slovacchia                                                                          | 1 – 2                                                                               | Bosnia ed Erzegovina                                                                | Qual. Mondiali 2014                                                                 | -                                                                                   | 81’                                                                                 |
| 11-10-2013                                                                          | Zenica                                                                              | Bosnia ed Erzegovina                                                                | 4 – 1                                                                               | Liechtenstein                                                                       | Qual. Mondiali 2014                                                                 | 1                                                                                   |                                                                                     |
| 15-10-2013                                                                          | Kaunas                                                                              | Lituania                                                                            | 0 – 1                                                                               | Bosnia ed Erzegovina                                                                | Qual. Mondiali 2014                                                                 | 1                                                                                   |                                                                                     |
| 18-11-2013                                                                          | St. Louis                                                                           | Argentina                                                                           | 2 – 0                                                                               | Bosnia ed Erzegovina                                                                | Amichevole                                                                          | -                                                                                   | 69’                                                                                 |
| 5-3-2014                                                                            | Innsbruck                                                                           | Bosnia ed Erzegovina                                                                | 0 – 2                                                                               | Egitto                                                                              | Amichevole                                                                          | -                                                                                   | 63’                                                                                 |
| 30-5-2014                                                                           | St. Louis                                                                           | Bosnia ed Erzegovina                                                                | 2 – 1                                                                               | Costa d'Avorio                                                                      | Amichevole                                                                          | -                                                                                   | 61’                                                                                 |
| 3-6-2014                                                                            | Chicago                                                                             | Messico                                                                             | 0 – 1                                                                               | Bosnia ed Erzegovina                                                                | Amichevole                                                                          | -                                                                                   | 75’                                                                                 |
| 15-6-2014                                                                           | Rio de Janeiro                                                                      | Argentina                                                                           | 2 – 1                                                                               | Bosnia ed Erzegovina                                                                | Mondiali 2014 - 1º turno                                                            | 1                                                                                   | 69’                                                                                 |
| 21-6-2014                                                                           | Cuiabá                                                                              | Nigeria                                                                             | 1 – 0                                                                               | Bosnia ed Erzegovina                                                                | Mondiali 2014 - 1º turno                                                            | -                                                                                   | 57’                                                                                 |
| 25-6-2014                                                                           | Salvador                                                                            | Bosnia ed Erzegovina                                                                | 3 – 1                                                                               | Iran                                                                                | Mondiali 2014 - 1º turno                                                            | -                                                                                   |                                                                                     |
| 4-9-2014                                                                            | Tuzla                                                                               | Bosnia ed Erzegovina                                                                | 3 – 0                                                                               | Liechtenstein                                                                       | Amichevole                                                                          | 2                                                                                   |                                                                                     |
| 9-9-2014                                                                            | Zenica                                                                              | Bosnia ed Erzegovina                                                                | 1 – 2                                                                               | Cipro                                                                               | Qual. Euro 2016                                                                     | 1                                                                                   |                                                                                     |
| 10-10-2014                                                                          | Cardiff                                                                             | Galles                                                                              | 0 – 0                                                                               | Bosnia ed Erzegovina                                                                | Qual. Euro 2016                                                                     | -                                                                                   | 83’                                                                                 |
| 13-10-2014                                                                          | Zenica                                                                              | Bosnia ed Erzegovina                                                                | 1 – 1                                                                               | Belgio                                                                              | Qual. Euro 2016                                                                     | -                                                                                   |                                                                                     |
| 28-3-2015                                                                           | Andorra la Vella                                                                    | Andorra                                                                             | 0 – 3                                                                               | Bosnia ed Erzegovina                                                                | Qual. Euro 2016                                                                     | -                                                                                   | 67’                                                                                 |
| 31-3-2015                                                                           | Vienna                                                                              | Austria                                                                             | 1 – 1                                                                               | Bosnia ed Erzegovina                                                                | Amichevole                                                                          | -                                                                                   | 69’                                                                                 |
| 12-6-2015                                                                           | Zenica                                                                              | Bosnia ed Erzegovina                                                                | 3 – 1                                                                               | Israele                                                                             | Qual. Euro 2016                                                                     | -                                                                                   | 88’                                                                                 |
| 3-9-2015                                                                            | Bruxelles                                                                           | Belgio                                                                              | 3 – 1                                                                               | Bosnia ed Erzegovina                                                                | Qual. Euro 2016                                                                     | -                                                                                   | 80’                                                                                 |
| 6-9-2015                                                                            | Zenica                                                                              | Bosnia ed Erzegovina                                                                | 3 – 0                                                                               | Andorra                                                                             | Qual. Euro 2016                                                                     | -                                                                                   | 21’                                                                                 |
| 10-10-2015                                                                          | Zenica                                                                              | Bosnia ed Erzegovina                                                                | 2 – 0                                                                               | Galles                                                                              | Qual. Euro 2016                                                                     | 1                                                                                   |                                                                                     |
| 13-10-2015                                                                          | Nicosia                                                                             | Cipro                                                                               | 2 – 3                                                                               | Bosnia ed Erzegovina                                                                | Qual. Euro 2016                                                                     | -                                                                                   |                                                                                     |
| 13-11-2015                                                                          | Zenica                                                                              | Bosnia ed Erzegovina                                                                | 1 – 1                                                                               | Irlanda                                                                             | Qual. Euro 2016                                                                     | -                                                                                   |                                                                                     |
| 16-11-2015                                                                          | Dublino                                                                             | Irlanda                                                                             | 2 – 0                                                                               | Bosnia ed Erzegovina                                                                | Qual. Euro 2016                                                                     | -                                                                                   | 80’                                                                                 |
| 25-3-2016                                                                           | Lussemburgo                                                                         | Lussemburgo                                                                         | 0 – 3                                                                               | Bosnia ed Erzegovina                                                                | Amichevole                                                                          | -                                                                                   | 46’                                                                                 |
| 29-3-2016                                                                           | Zurigo                                                                              | Svizzera                                                                            | 0 – 2                                                                               | Bosnia ed Erzegovina                                                                | Amichevole                                                                          | -                                                                                   | 66’                                                                                 |
| 6-9-2016                                                                            | Zenica                                                                              | Bosnia ed Erzegovina                                                                | 5 – 0                                                                               | Estonia                                                                             | Qual. Mondiali 2018                                                                 | 1                                                                                   |                                                                                     |
| 7-10-2016                                                                           | Bruxelles                                                                           | Belgio                                                                              | 4 – 0                                                                               | Bosnia ed Erzegovina                                                                | Qual. Mondiali 2018                                                                 | -                                                                                   | 64’                                                                                 |
| 10-10-2016                                                                          | Zenica                                                                              | Bosnia ed Erzegovina                                                                | 2 – 0                                                                               | Cipro                                                                               | Qual. Mondiali 2018                                                                 | -                                                                                   | 81’                                                                                 |
| 13-11-2016                                                                          | Atene                                                                               | Grecia                                                                              | 1 – 1                                                                               | Bosnia ed Erzegovina                                                                | Qual. Mondiali 2018                                                                 | -                                                                                   | 84’                                                                                 |
| 25-3-2017                                                                           | Zenica                                                                              | Bosnia ed Erzegovina                                                                | 5 – 0                                                                               | Gibilterra                                                                          | Qual. Mondiali 2018                                                                 | 2                                                                                   |                                                                                     |
| 9-6-2017                                                                            | Zenica                                                                              | Bosnia ed Erzegovina                                                                | 0 – 0                                                                               | Grecia                                                                              | Qual. Mondiali 2018                                                                 | -                                                                                   | 90+4’                                                                               |
| 31-8-2017                                                                           | Nicosia                                                                             | Cipro                                                                               | 3 – 2                                                                               | Bosnia ed Erzegovina                                                                | Qual. Mondiali 2018                                                                 | -                                                                                   | 81’                                                                                 |
| 7-10-2017                                                                           | Sarajevo                                                                            | Bosnia ed Erzegovina                                                                | 3 – 4                                                                               | Belgio                                                                              | Qual. Mondiali 2018                                                                 | -                                                                                   | 75’                                                                                 |
| 10-10-2017                                                                          | Tallinn                                                                             | Estonia                                                                             | 1 – 2                                                                               | Bosnia ed Erzegovina                                                                | Qual. Mondiali 2018                                                                 | -                                                                                   | cap. 51’ - 65’                                                                      |
| 28-5-2018                                                                           | Zenica                                                                              | Bosnia ed Erzegovina                                                                | 0 – 0                                                                               | Montenegro                                                                          | Amichevole                                                                          | -                                                                                   | 17’                                                                                 |
| Totale                                                                              |                                                                                     | Presenze (5º posto)                                                                 | 83                                                                                  |                                                                                     | Reti (2º posto)                                                                     | 28                                                                                  |                                                                                     |

## Palmarès

### Individuale
- Idol Nacije: 1

2008